# 야마구치 신지 (축구 선수)
야마구치 신지(일본어: 山口 真司, 1996년 4월 26일 ~ )는 일본의 축구 선수이다. 현재 일본 풋볼 리그의 MIO 비와코 시가에서 뛰고 있다.

## 구단 경력
그는 2015년부터 2019년까지 J리그의 비셀 고베, 오이타 트리니타, AC 나가노 파르세이루에서 활동하였다.